# Conrad Paumann

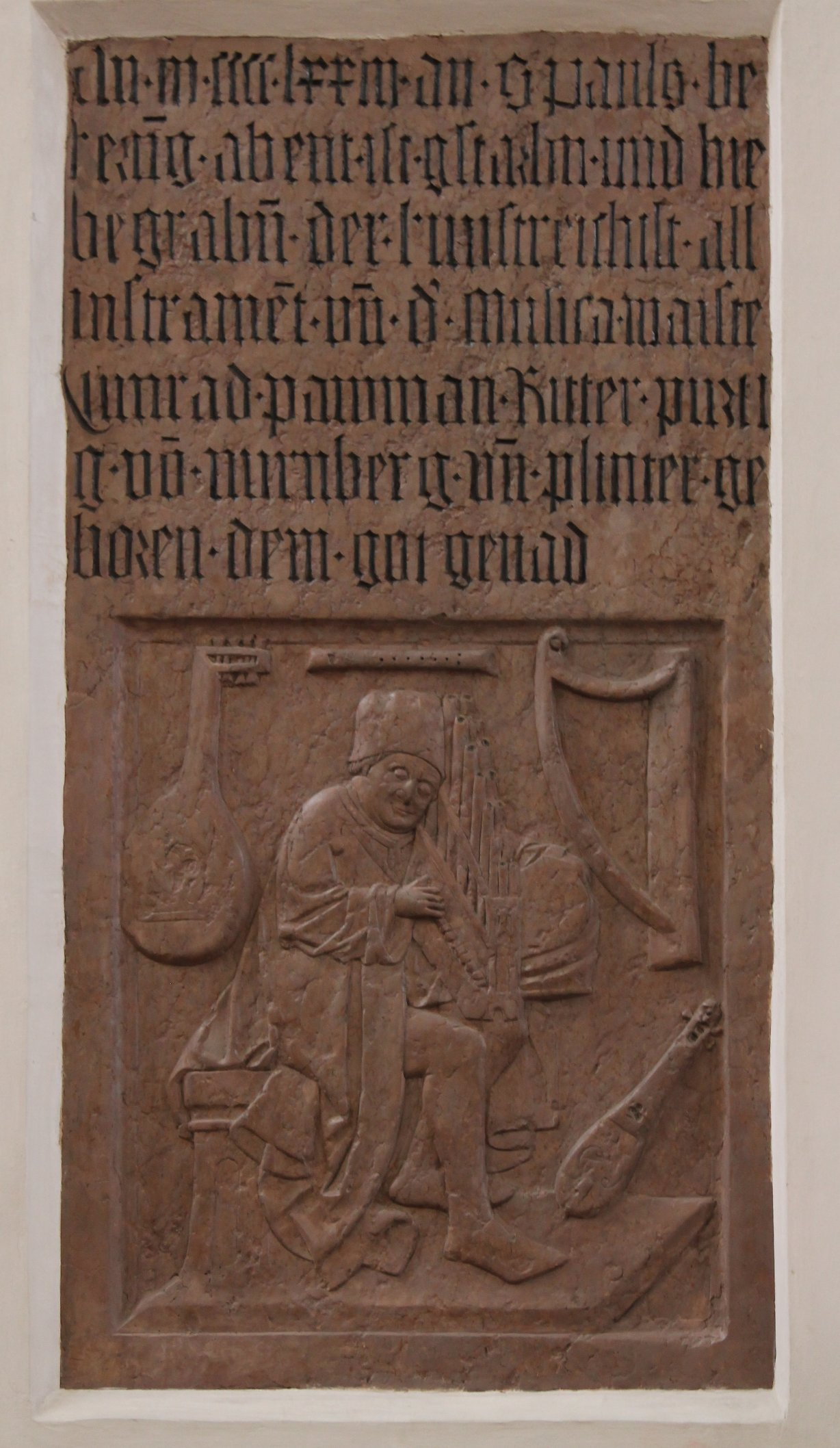
Epitaph in der Frauenkirche in München

Conrad Paumann (* um 1410 in Nürnberg; † 24. Januar 1473 in München) war ein deutscher Komponist, Organist und Lautenist der frühen Renaissance. Der Name ist in verschiedenen Schreibungen bezeugt, unter anderem Cunrat pawman, auch „der blind meister Conrat“ oder latinisiert „magister Conradus“.

## Leben und Wirken
Conrad Paumann, der von Geburt an blind war, war der Sohn eines angesehenen Handwerkers, vermutlich Kunz Paumann († 1444), und bekam in jungen Jahren die Unterstützung des Nürnberger Patriziers Ulrich Grundherr und ab 1423 durch dessen Sohn Paul. Obwohl die Musikgeschichte der Nürnberger Organisten und Stadtpfeifer gut bekannt ist, gibt es zur musikalischen Ausbildung von Conrad Paumann keine Informationen; allerdings war es für seine künstlerische Entwicklung und für die Verbreitung seiner Werke sehr förderlich, dass die freie Reichsstadt im 15. Jahrhundert ein Zentrum kulturellen Lebens und ein Kreuzungspunkt wichtiger Handelswege gewesen ist. Spätestens ab dem Jahr 1446 war Paumann Organist an der Kirche St. Sebald seiner Heimatstadt unter Pfarrer Laubing. 1443 war dort von dem Orgelbauer Heinrich Traxdorff aus Mainz ein neues Instrument fertiggestellt worden. Im Zuge seiner Verlobung mit Margarethe Weichser am 13. Dezember 1446 verpflichtete er sich, die Stadt nicht ohne Wissen und Erlaubnis des Stadtrats und des Sebalder Pfarrers zu verlassen. Paul Paumann (um 1448–1517), der ab 1474 als Nachfolger von Conrad Paumann der Organist am herzoglichen Hof in München war, ist vermutlich ein Sohn aus dieser Ehe. Bei seiner Installation zum Nürnberger Stadtorganisten am 11. August 1447 gab Conrad Paumann das genannte Versprechen auch dem Bürgermeister. Er war damit zuständig und verantwortlich für alle Nürnberger Orgeln, und es gehörte zu seinen Pflichten, bei offiziellen Anlässen wie Festmusiken und Tanzmusik, sowohl auf öffentlichen Plätzen als auch im Rathaus und in den Kirchen zur Verfügung zu stehen.
Entgegen allen Zusicherungen hat Paumann im Jahr 1450 doch die Stadt verlassen und hat sich an den Hof der Herzöge von Oberbayern nach München begeben, um in deren Diensten zu wirken. Der dortige musikliebende Herzog Albrecht III. (Regierungszeit 1438–1460) hatte schon im Jahr zuvor mit dem Nürnberger Stadtrat ergebnislos über einen Wechsel Paumanns nach München verhandelt. Im Jahr 1451 verlor Paumann seine Bürgerrechte in Nürnberg und wurde auf Vermittlung von Herzogin Anna von seinen dortigen Pflichten entbunden. Für den Weggang Paumanns aus Nürnberg können auch finanzielle Gründe maßgeblich gewesen sein, weil er als Stadtorganist jährlich 12 Gulden bekam, die Einnahmen von St. Sebald betrugen ebenfalls 12 Gulden. Über Honorare für Orgelunterricht wissen wir nichts; in München dagegen erhielt er 80 Gulden, dazu regelmäßige Naturalienbezüge, und er war von Steuern befreit. Darüber hinaus hat ihm Herzog Albrecht in der vorderen Schwabinger Gasse in München ein Haus geschenkt (heute Residenzstraße). Obwohl er als Hoforganist angestellt war, konnte er hier seine Fähigkeiten als vielseitiger Instrumentalist entfalten, weil er außer Tasteninstrumenten insbesondere Laute spielte, aber auch Blockflöte, Harfe und Rebec (Kleingeige).
In den folgenden 20 Jahren machte er als virtuoser Orgelspieler und als gesuchter Orgelsachverständiger zahlreiche Reisen in die Städte des Deutschen Reichs und traf dort auf ein begeistertes, teilweise internationales Publikum. So kam er 1451 nach Augsburg und 1452 nach Wien. Im Jahr 1454 hat Herzog Ludwig IX. der Reiche von Bayern-Landshut (Regierungszeit 1450–1479) Herzog Philipp den Guten von Burgund (Regierungszeit 1419–1467) nach Landshut auf die Burg Trausnitz eingeladen; hier hatte Paumann die Gelegenheit, seine Kunstfertigkeit auf verschiedenen Instrumenten vorzuführen. Im Jahr 1457 kam er erneut nach Augsburg, 1458 in die Bodensee-Region nach Salem und Überlingen, und 1459 nach Regensburg. Ab 1460 war Herzog Sigismund, Nachfolger Albrechts, bis 1467 Paumanns Dienstherr. Noch vor 1464 wurde er als Orgelfachmann nach Salzburg gerufen, und im Jahr 1466 gelang es dem Rat der Stadt Nördlingen, ihn für die Orgel-Abnahme des neuen Instruments von Kaschendorff in der St. Georgs-Kirche zu gewinnen. Organist an dieser Kirche wurde anschließend Sebald Grave, ein Schüler Paumanns. Sein Dienstherr als Nachfolger Sigismunds wurde im darauf folgenden Jahr Herzog Albrecht IV. (Regierungszeit 1467–1508). Paul Paumann begleitete seinen Vater im Jahr 1470 auf seiner Reise nach Italien, wo der blinde Organist Aufsehen erregende Auftritte in Mantua und Ferrara hatte; er wurde hier als „cieco miracoloso“ bestaunt, in den Ritterstand erhoben und reich beschenkt: er erhielt prächtige Gewänder, ein Schwert mit goldenem Knauf und ein goldenes Armband. Es folgten darauf Einladungen nach Mailand und Neapel; Reisen dorthin hat Conrad Paumann jedoch abgelehnt.
In seinen letzten Lebensjahren war Paumann Organist an der Münchner Frauenkirche. Im Jahr 1471 wurde er zum Reichstag in Regensburg eingeladen und ließ seine Kunst vor Kaiser Friedrich III. (Regierungszeit 1440–1493) und den versammelten deutschen Fürsten hören. Eine letzte Reise unternahm Paumann nochmals nach Nördlingen zu einer Überprüfung der Orgel. Conrad Paumann starb am 24. Januar 1473 in München und wurde an der Südseite der Frauenkirche in der Nähe des Brauttores beigesetzt. Dies war für einen Musiker der damaligen Zeit eine ungewöhnliche Ehrenbezeugung, insbesondere, weil für ihn eine Grabplatte aus Rotmarmor mit Portrait-Darstellung erstellt wurde, die ihn als Orgelspieler zeigt; dazu sind auch Instrumente abgebildet, die er offenbar beherrschte: Laute, Blockflöte, Harfe und Rebec. Die Inschrift auf der Grabplatte lautet: An[no] MCCCCLXXIII an S. Pauls bekerung ist gestarbn und hie begraben der kunstreichist aller instrument und der musica maister Cunrad Pawmann, Ritter, purtig von nurnberg und plinter geboren, dem got genad. Heute befindet sich die Platte als Epitaph unter der westlichen Orgelempore, auf der linken Seite neben dem Kenotaph für Kaiser Ludwig den Bayern.

## Bedeutung
In seiner Zeit war Conrad Paumann wohl der berühmteste und am meisten geehrte Musiker in Deutschland; er gilt sogar als einer der bedeutendsten Musiker im deutschen Sprachraum des 15. Jahrhunderts. Ausgehend von seinen vorwiegend pädagogischen Werken muss er zahlreiche Schüler gehabt haben, aber es sind davon nur zwei bekannt, sein Sohn Paul, Nachfolger am bayerischen Hof, und der erwähnte Sebald Grave, Organist der St. Georgskirche Nördlingen 1466–1497. Er verdankt seinen zeitgenössischen Ruf seiner Virtuosität auf der Orgel und auf anderen Instrumenten, aber auch seiner Kunst der Improvisation. Der Nürnberger Meistersinger Hans Rosenplüt hat in seinem „Spruch von Nürnberg“ 1447 die herausragende Kunst Paumanns mit der Aussage lobend hervorgehoben, dass dieser den Choral und die zeitgenössische Musik in seinem Gedächtnis trage und alle Kompositionstechniken seiner Zeit beherrschen würde. Der Musiktheoretiker und Komponist Sebastian Virdung nennt in seiner Veröffentlichung „Musica getutscht“ (erschienen in Basel 1511) Paumann den Erfinder der deutschen Lautentabulatur. Trotz der Blindheit des Komponisten könnte dies zutreffen, weil sich gemäß Rudolf Henning mit dieser Schreibweise Musikstücke durch Diktieren gut niederschreiben lassen. Paumann zählt mit Conrad Gerle, Hans Meisinger (genannt Ritter, um 1447) und Helt zu den frühesten deutschen Lautenisten.
Die Nachricht vom Tod Paumanns hat offenbar weithin Anteilnahme ausgelöst: in einer Salzburger Chronik, die bis 1475 reicht, ist für das betreffende Jahr (hier 1472!) außer einer Kometen-Erscheinung nur der Sterbetag des blinden Meisters eingetragen; diese Chronik wurde von Heinrich Canisius („Lectiones antiquae“ Teil VI, Ingolstadt 1604) publiziert und blieb so für ein gebildetes Publikum erhalten. Dagegen fehlt Paumanns Name in der „Organographia“ von Michael Praetorius („Syntagma musicum“, Band 2, Wolfenbüttel 1619); ebenso wenig wird er in der lokalpatriotischen Veröffentlichung „Historische Nachricht von den Nürnbergischen Mathematicis und Künstlern“ von Johann Gabriel Doppelmayr (Nürnberg 1730) erwähnt. Vielleicht nur wegen der auffälligen Grabplatte erinnerte der Chronist Staindl in seinem „Chronicon generale“ (veröffentlicht Augsburg 1763) ausführlich an den „Conradus caecus, in omnibus musicalibus suo tempore nulli secundus“ mit vielen weiteren Informationen.
Von seinem Schaffen ist erstaunlich wenig schriftlich überliefert; dennoch geben die vier Fassungen seines „Fundamentum organisandi“ einen guten Einblick in einen Teil seiner musikalischen Technik. Sie stellen Orgelspiel- bzw. Improvisations-Anleitungen zum Auswendiglernen dar und zeigen systematisch in kurzen Modellen, wie ein Spieler über einen gegebenen Cantus firmus, mit der linken Hand gespielt, eine mit der rechten Hand zu spielende lebhafte und verzierte Oberstimme ausführen kann. Nur diese ist in Noten wiedergegeben, während die Unterstimme in Buchstaben erscheint (ältere deutsche Orgeltabulatur). Diese zweistimmigen Spielanleitungen finden sich in den beiden älteren Fassungen seines Fundamentum (eine davon ist mit 1452 datiert), während die beiden jüngeren Fassungen dreistimmige Modelle enthalten, in welchen er die Neuerungen der Burgundischen Schule (z. B. die Einführung des Contratenors) auf das Orgelspiel anwendet. Indirekt stellen diese Modelle auch eine Anleitung zur Verzierung und Intabulierung mehrstimmiger Vokalwerke dar. Quellen für Paumanns Werke sind hauptsächlich die Buxheimer Tabulaturhandschrift (um 1460) und das Lochamer-Liederbuch. Hier befinden sich auch viele anonyme Stücke, welche sich durch Stilvergleich Conrad Paumann zuordnen lassen sowie Stücke seines musikalischen Umkreises und seiner Schüler.

## Werke
- „Fundamentum bonum trium notarum magistri Conradi in Nurenbergk“ (Universitätsbibliothek Erlangen, Manuskript 554)
- „Fundamentum magistri Conradi Paumann Ceci“ (Bayerische Staatsbibliothek München, Musik-Manuskript 3725; Buxheimer Tabulaturhandschrift); 2. Fassung: „Fundamentum magistri Conradi paumann Contrapuncti“, in demselben
- „Fundamentum organisandi Magistri Conradi Paumanns Ceci de Nürenberga Anno 1452“ (Staatsbibliothek Berlin, Manuskript 40613, Seite 46–68; Lochamer-Liederbuch)
- Liedbearbeitung „Bekenne myn klag die mir an lyt“ (Buxheimer Tabulaturhandschrift)
- Liedbearbeitung „Con lacrimae, Jeloymors“ (Je loue amors)
- Liedbearbeitung „Ich begerr nit merr“ magistri Conradi paumann (Buxheimer Tabulaturhandschrift)
- Tenorlied „Wiplich figur“ zu drei Stimmen (Schedelsches Liederbuch)